# IC 2938/3
IC 2938/3 је галаксија у сазвијежђу Лав која се налази на листи објеката дубоког неба у Индекс каталогу.
Деклинација објекта је + 13° 40' 51" а ректасцензија 11h 35m 35,4s. Привидна величина (магнитуда) објекта IC 2938 износи 16,0 а фотографска магнитуда 17,0. IC 29383 је још познат и под ознакама CGCG 68-7.